# La vida d'Alexandre Nevski

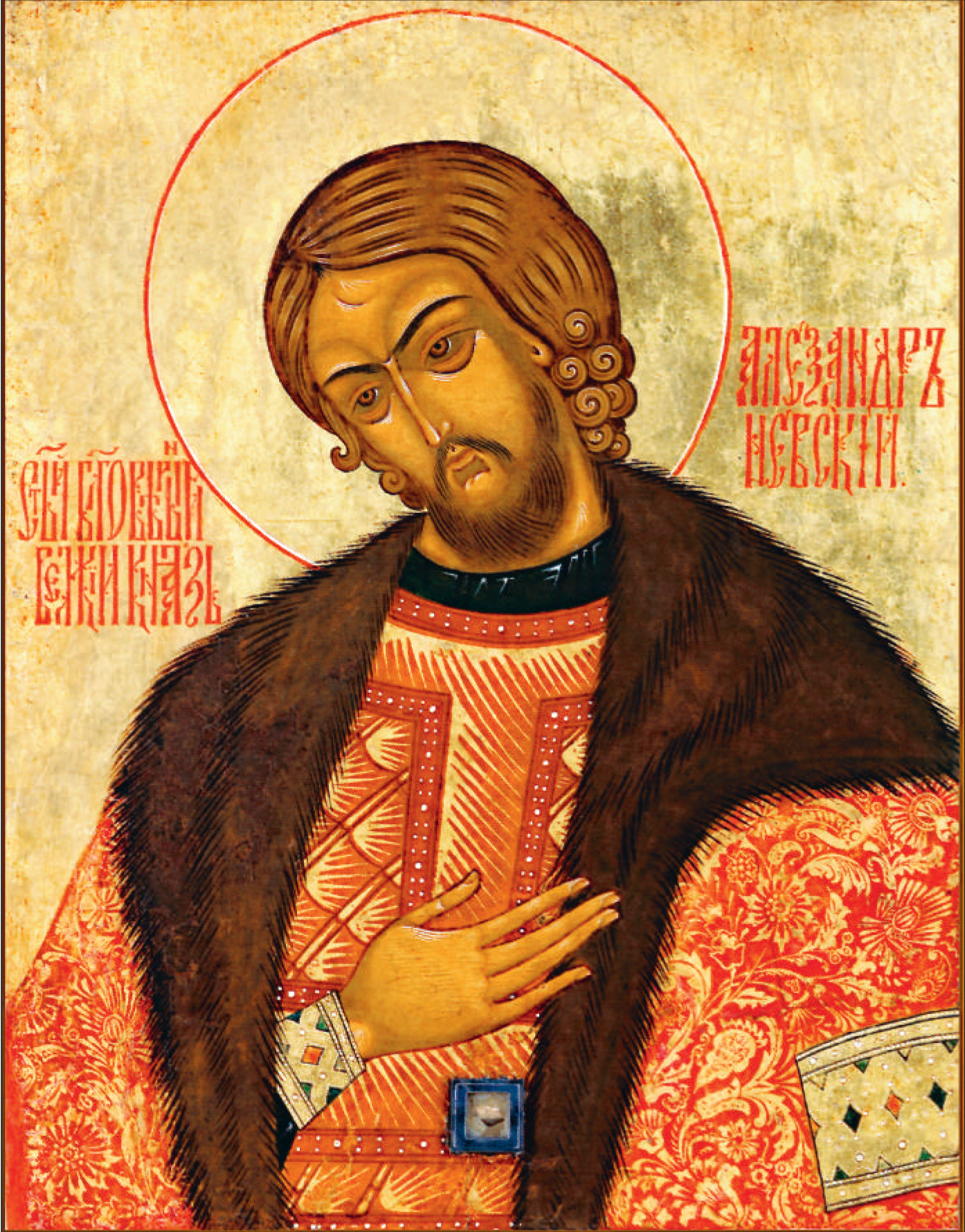
Representació d'Alexandre Nevski, protagonista de l'obra.

La vida d'Alexandre Nevski (rus: Житие Александра Невского, Jitié Aleksandra Névskogo), títol complet La història de la vida i valor de l'ortodox i Gran Duc Alexandre rus: Повесть о житии и о храбрости благоверного и великого князя Александра Povest o jiti i o khràbrosti blagovérnogo i velíkogo kniàzia Aleksandra, és un monument literari rus de finals del segle xiii i principis del segle XIV del gènere hagiogràfic.
L'obra descriu la vida i els èxits d'Alexandre Nevski, un governant rus i cap militar que va defensar les fronteres del nord de la Rus en contra de la invasió sueca, derrotà els cavallers teutònics al llac Peipus en 1242 i es feu vassall de Batu Khan per protegir el Principat de Vladímir-Súzdal de les incursions dels khàzars. "La vida ..." està plena d'esperit patriòtic i aconsegueix un alt grau d'expressivitat artística en la seva descripció dels fets heroics d'Alexandre i els dels seus guerrers.
L'autor de la història era probablement un escriba de l'entorn de Vladímir, el metropolità Kíril, que va venir de Galítsia-Volínia a la Rus en 1246, per la qual cosa la història reflecteix les tradicions literàries establertes del sud-oest i nord-orient de Rússia. L'autor informa personalment que coneixia Alexandre Nevski i que va ser testimoni dels seus actes. La forma de l'obra és una combinació de la vella convenció hagiogràfica russa amb un intent de proporcionar un coneixement més profund de les característiques psicològiques del príncep, amb especial èmfasi en l'anàlisi de la seva profunda religiositat.
Una manifestació d'estil hagiogràfic a La vida ... és un ús generós de les convencions existents que defineixen la forma d'escriure les vides dels sants. En aquest esperit, l'autor descriu el naixement i la mort del príncep, el compara amb una sèrie d'herois de la Bíblia, posa de relleu l'extraordinària religiositat del seu caràcter. També afirma que les accions d'Alexandre Nevski estaven sota la cura especial de la divinitat. Característic de l'hagiografia és també l'obertura de tot el cant i la pregària, i el seu tancament, on descriu el funeral del futur sant, així com les nombroses cites de la Bíblia.